# Baoro (underprefektur)
Baoro Sub-Prefecture är en subprefektur i Centralafrikanska republiken.   Den ligger i prefekturen Préfecture de la Nana-Mambéré, i den västra delen av landet, 290 km väster om huvudstaden Bangui.
I omgivningarna runt Baoro Sub-Prefecture växer huvudsakligen savannskog. Runt Baoro Sub-Prefecture är det mycket glesbefolkat, med 4 invånare per kvadratkilometer.